# Edradour
Edradour [ˌɛdɹa'daʊ̯ɹ] ist eine schottische Whiskybrennerei. Sie liegt in einem kleinen Tal, verborgen von umliegenden Bergen, östlich der Ortschaft Pitlochry und war lange Zeit die kleinste Whiskybrennerei Schottlands. Jährlich kommen jedoch bis zu 100.000 Besucher zu dieser Destillerie, so dass zusätzlich fast 20 Fremdenführer beschäftigt werden mussten. Die Brennereigebäude sind in den schottischen Denkmallisten in die Kategorie B einsortiert. Im Februar 2018 wurde eine Erweiterung in Betrieb genommen, so dass die maximale Produktionskapazität nun bei 500.000 Litern pro Jahr liegt.

## Namensherkunft
Der Name Edradour entstammt der schottisch-gälischen Sprache. Als Herleitung wird gewöhnlich der Ausdruck Eadar Dhà Dhobhar „Zwischen zwei Wassern“ angegeben (so in den Führungen in der Brennerei selbst), gemeint sind die Bäche Edradour Burn und Kinnaird Burn. Dies ist auch als Ortsbezeichnung in gälischsprachigen Karten zu finden.

## Geschichte

### Gründungsjahre
Als Vorläufer der Destillerie wird eine Schwarzbrennerei in Edradour angesehen, die 1823 das erste Mal dokumentiert wurde. Im Zuge der Verringerung von u. a. Zöllen durch den Excise Act wurde die Destillerie 1825 wahrscheinlich als Kooperative von Bauern zur Deckung des Eigenbedarfs offiziell unter dem Namen Glenforres gegründet. Inhaber der Lizenz war Alexander Forbes. 1834 wurde eine Erweiterung durch Neubauten beantragt. Die offizielle Verwaltung durch die Kooperative begann 1837, als diese die Lizenz nun direkt und unter dem Namen Edradour erhielt. Bereits 1837 produzierte Edradour als eine von sieben Brennereien im Kirchspiel ca. 90.000 Gallonen Whisky pro Jahr. 1841 wurde die Kooperative dann als John McGlashan & Co. auch formal von acht örtlichen Farmern, darunter Alexander Forbes, gegründet und die Produktion für den Markt begann. 1853 erwarb der Farmer James Reid die Kooperative unter dem Namen James Reid & Co.

### Internationale Konzernzugehörigkeit
1933 übernahm William Whiteley & Co., ein Tochterunternehmen der amerikanischen Gruppe J.G. Turney & Sons die Destillerie, so dass Edradour Hauptbestandteil des King Ransom Blends wurde. Nach dem Tod des Hauptanteilseigners Irving Haim wurde Edradour 1976 an ein amerikanisch/australisches Konsortium veräußert. Campbell Distillers Ltd, das zum Spirituosenkonzern Pernod Ricard gehört, übernahm die Firma 1982 und eröffnete bereits im Folgejahr ein Besucherzentrum. Die erste Abfüllung als Single Malt erfolgte 1986. Gleichzeitig wurde die Produktion des King Ransom eingestellt.

### Verkauf an Signatory
Am 22. Juli 2002 wurde die Destillerie an Andrew Symington, den Inhaber des unabhängigen schottischen Abfüllers Signatory weiterverkauft. Symington übertrug sein Geschäftsmodell eines unabhängigen Abfüllers auf das gesamte Unternehmen. Im Zuge dessen kamen diverse in Wein- und Sherryfässern nachgereifte Abfüllungen auf den Markt. Ab 2003 wurde erstmals getorfter Alkohol destilliert, der inzwischen unter der Marke Ballechin vertrieben wird. Im Zuge der weiteren Renovierung und Ausbaus wurde 2007 auch das Geschäft als unabhängiger Abfüller nach Pitlochry verlegt und eine eigene Abfüllanlage auf dem Firmengrundstück errichtet.

### ErweiterungEdradour II
Im Juli 2014 reichte Signatory Vintage beim Perth & Kinross Council Planungsunterlagen zum Neubau einer weiteren Destillerie auf dem Firmengelände der Edradour Distillery in Pitlochry ein. Nach Angaben des Besitzers war ein Produktionsausbau zur Abdeckung der gestiegenen Nachfrage mit der vorhandenen Anlage nicht mehr möglich. Die neuen Anlagen sollten mindestens zu einer Verdoppelung der Kapazitäten von bisher 125.000 Litern führen. Die Bauarbeiten für die neue Brennerei begannen im Winter 2015/16. Im Februar 2018 begann die Produktion in den neu errichteten Anlagen. Zusätzlich zur neuen Produktionslinie wurde auch die Lagerkapazität von rd. 6.000 Fässern auf rd. 25.000 Fässer mehr als vervierfacht. Die Brennblasen der neuen Linien wurden den alten originalgetreu nachgebaut, um eine genau gleichbleibende Qualität des New Make zu garantieren. In beiden Anlagen kann nun sowohl Edradour- als auch Ballechin-Whisky produziert werden.

## Produktion
Das Wasser der zur Region Highlands/Southern Highlands gehörenden Brennerei stammt aus einer Quelle am Mhoulin Moor. Die Destillerie besitzt einen Maischbottich (mash tun) (1,25 t), zwei Gärbottiche (wash backs) (je 5.000 l) aus Douglasienholz, eine wash still (4.218 l) und eine spirit still (2.179 l).

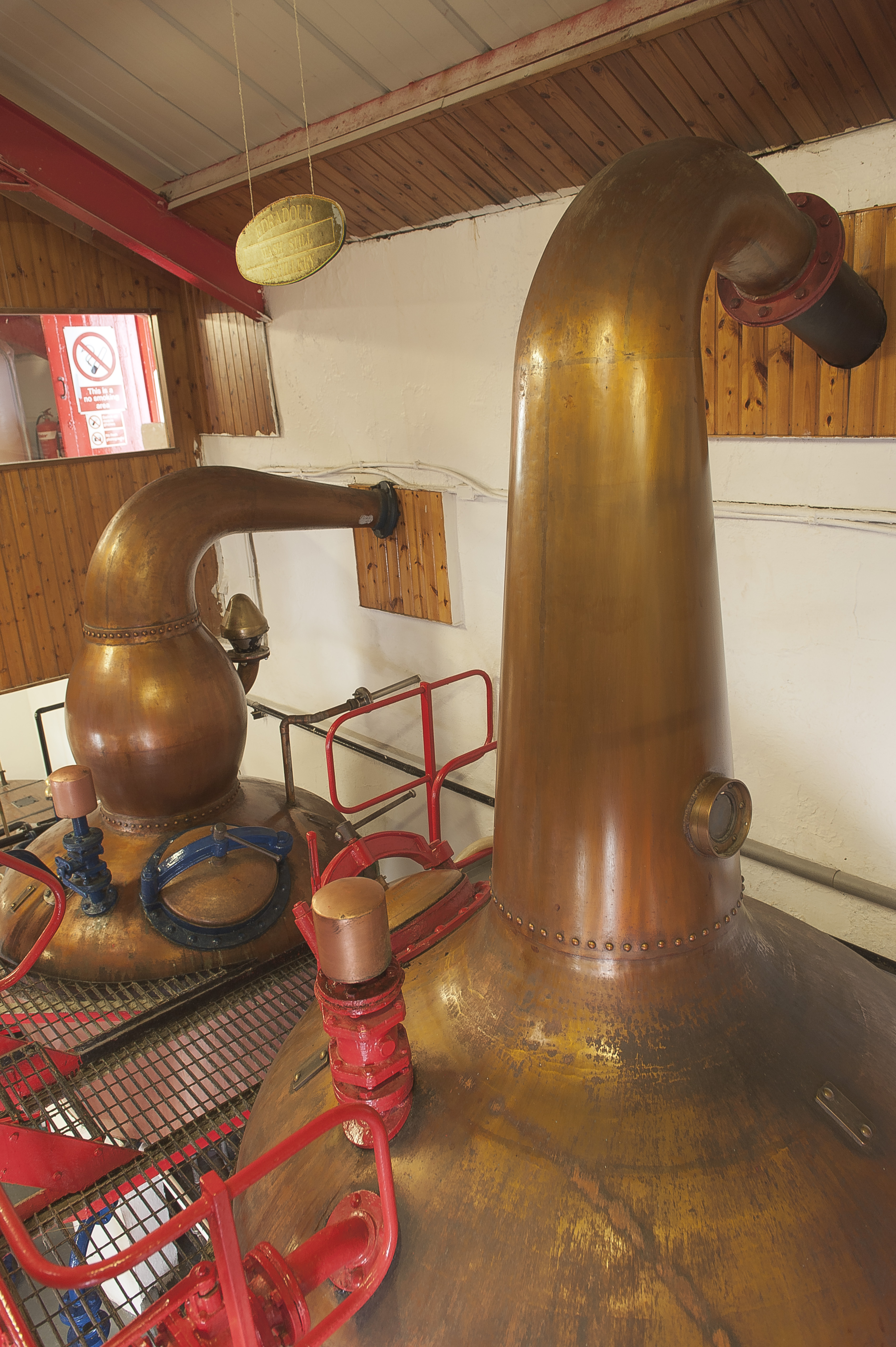
Brennblasen

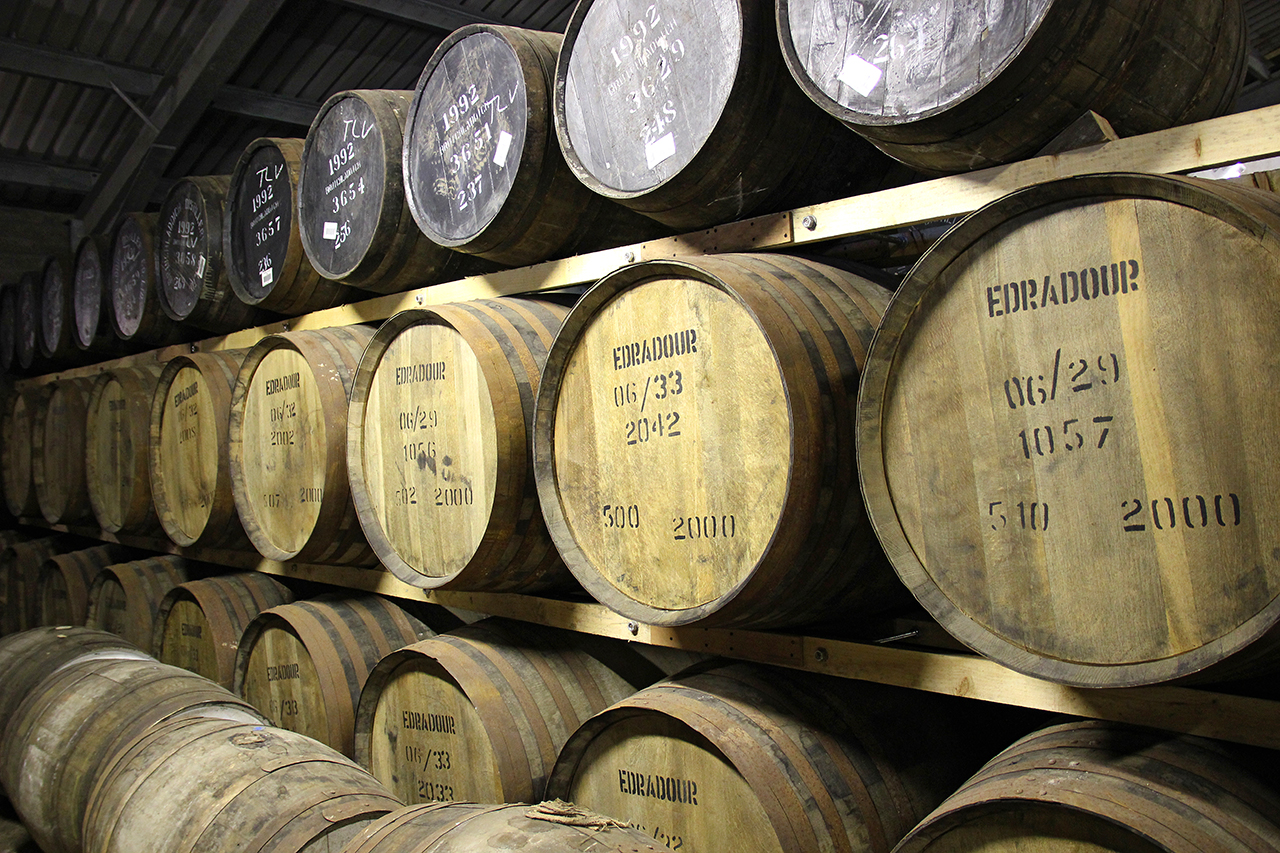
Fasslager

Im Neubau Edradour II befindet sich ebenfalls ein Maischbottich. Dieser muss aber nicht mehr per Hand geleert werden. Infolgedessen kann deutlich mehr Menge produziert werden. Hierzu wurden vier Gärbottiche sowie je eine weitere wash still (4.218 l) und eine spirit still (2.179 l) errichtet.

## Produkte
Als unabhängiger Abfüller hat Signatory eine lange Erfahrung in der Nachreifung von Whisky. Der Geschmack des Whiskys hängt dabei von der verwendeten Holzart der Lagerfässer sowie des vorher darin gelagerten Weins oder der Spirituose ab. Bei Edradour wird unter anderem in Marsala-, Madeira-, Portwein-, Chardonnay-, Sauternes-, Bordeaux-, Sherry- und Burgunderfässern nachgereift. Die Edradour-Whiskies sind ungetorft. Es werden aber unter dem Namen Ballechin auch rauchige Abfüllungen angeboten.
Edradour bietet ebenfalls einen eigenen Cream Liqueur an.

## Besichtigungen
Edradour verfügt über ein Besucherzentrum und kann seit Januar 2010 nicht mehr kostenlos besichtigt werden. Allerdings durften die Besucher ihr Glencairn-Whisky-Glas von der Verkostung behalten. Derzeit sind wegen Personalmangels keine Besichtigungen möglich.

## Trivia

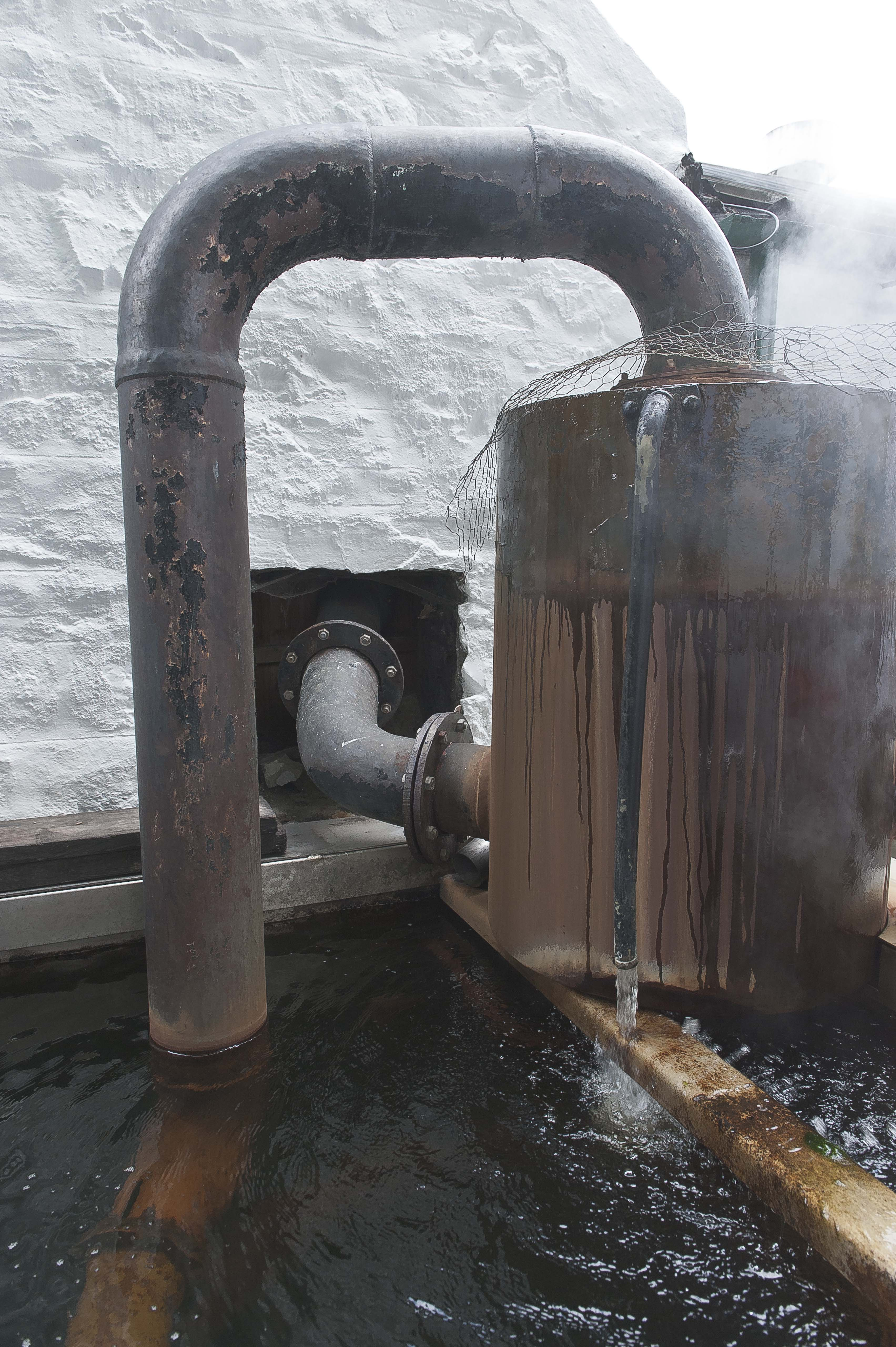
Kondensator im Freien

Vor der Erweiterung von 2018 hätten die beiden Brennblasen nicht auch nur geringfügig kleiner sein dürfen, da die Destillationsanlage sonst von den Steuerbehörden als transportabel und damit als Schwarzbrennerei eingestuft worden wäre.